# Shonen Sunday S
Shonen Sunday Super (яп. 少年サンデー超 сё:нэн сандэ: су:па:) — ежемесячный журнал манги для юношей, публикующийся японским издательством Shogakukan с 1978 года. Появился как приложение к еженедельному Shonen Sunday и изначально назывался Shōnen Sunday Zōkan, а 1995 году был переименован в Shonen Sunday Super. В нём публикуются короткие работы художников из Shogakukan, а также манга новых художников. Если манга приобретает популярность, она переносится в более популярный Shonen Sunday, как произошло, например, к мангой Хироюки Нисимори Kyo Kara Ore Wa!! и Kenta Yarimasu! Такуи Мицуды.
Изначально Shonen Sunday Super выходил ежемесячно, в апреле 2004 года стал публиковаться дважды в месяц, в 2009 году снова вернулся к старому формату.

## Манга в журнале
- 1978: Phantom Burai — Буронсон и Каору Синтани
- 1978: Nine — Мицуру Адати
- 1981: Chance — Кэй Сатоми
- 1981: Justy — Цугуо Окадзаки
- 1982: Kaze no Senshi Dan — Тэцу Кария и Кадзухико Симамото
- 1982: Saraba Jinrui — Нобору Рокуда
- 1983: Takeru — Осаму Исивата
- 1983: Night — Мицуо Хасимото
- 1983: Prefectural Earth Defense Force — Коитиро Ясунага
- 1984: Striker Retsuden — Такэси Мия
- 1985: Birdy the Mighty — Юки Масами
- 1986: Maboroshi Umaboroshi — Кацу Аки
- 1986: Caravan Kidd — Ёдзи Манабэ
- 1987: Magic Kaito — Госё Аояма
- 1988
  - Seventeen Cop — Тосиюки Танабэ и Ю Накахара
  - Kyō Kara Ore Wa!! — Хироюки Нисимори
  - Kenta Yarimasu! — Такуя Мицуда
- 1989
  - Seishun Tiebreak! — Харуми Мацудзаки
  - Kojiro — Кэнити Мураэда
- 1990
  - RATS — Масахико Накахира
  - Yugengaisha Shinahyakkaten — Такаси Сиина
  - Junk Party — Ёдзи Манабэ
- 1991
  - Sengoku Kōshien by Кодзи Кирияма
  - Rappa S.S. — Такаси Сиина
- 1992
  - Kaitei Jinrui Anchovy — Коитиро Ясунага
  - Ogre Slayer — Кэй Кусуноки
  - Spriggan — Хироси Такасигэ и Кёдзи Минагава
- 1993: Byakuren no Fang — Ёсихиро Такахаси
- 1994
  - Super Street Fighter II — Масахико Накахира
  - Samurai Spirits — Кёити Нанацуки и Юки Миёси
- 1995: Sodatte Darling!! — Кодзи Кумэта
- 1996
  - Tennen Senshi G — Наоя Мацумори
  - Meibutsu!! Utsukemono Honpo — Пэро Сугимото
- 1997
  - Salad Days — Синобу Инокума
  - Windmill — Такаси Хасигути
- 1998: TEN MAN — Мондо Такимура
- 1999
  - Southern Cross — Мититэру Кусаба
  - New Town Heroes — Макото Райку
  - Tatakae! Ryōzanpaku Shijō Saikyō no Deshi — Сюн Мацуэна
- 2000: Chō Ikusei Shinwa Pagunasu — Рё Окума
- 2001
  - HEAT WAVE — Кадзуро Иноуэ
  - Girls Saurus — Кэй Кусуноки
- 2002: BREAKTHROUGH! ~Niji no Petal~ — Ёхэй Сугинобу
- 2003
  - Kowashiya Gamon — Сюн Фудзики
  - PEACE MAKER — Сюитиро Сато
- 2009: Maho no Iroha! — Иноуэ Кадзуро